# 福特·卡罗伊
福特·卡罗伊（匈牙利語：Fatér Károly，1940年4月9日—2020年9月19日），匈牙利男子足球运动员。他曾代表匈牙利参加1968年夏季奥林匹克运动会足球比赛，获得一枚金牌。他于2020年在布达佩斯去世。